# Lessons in Love and Violence
Lessons in Love and Violence és una òpera en dos actes, de quatre i tres escenes respectivament, i s'interpreta sense entreacte, composta per George Benjamin sobre un llibret de Martin Crimp. Va ser estrenada a la Royal Opera House de Londres el 10 de maig de 2018, dirigida pel mateix compositor i amb Katie Mitchell com a directora d'escena. L'òpera era una coproducció de la De Nationale Opera, l'Hamburgische Staatsoper, l'Opéra National de Lyon, la Lyric Opera of Chicago, el Gran Teatre del Liceu de Barcelona, i el Teatro Real de Madrid.
Està basada en fonts medievals per explicar la relació obsessiva entre el rei Eduard II i el seu amant Piers Gaveston, que altera la vida dels tribunals i el benestar polític del país. Així, en aquesta obra s'explora com les relacions personals poden tenir conseqüències polítiques fatals: un rei que viu una estreta però inquietant relació amb la seva dona Isabel, els seus dos fills i el seu amant Gaveston.

## Origen i context
L'argument de l'òpera combina la història del rei i Gaveston (qui va ser assassinat el 1312), amb la deposició del mateix Eduard II pel comte Roger Mortimer (1327) i l'enderrocament de Mortimer i la Reina Elisabet de França per Eduard III (1330). El llibretista Martin Crimp, atorga un destacat paper a la reina Isabel, com a instigadora del complot.
Després de l'èxit internacional de l'òpera Written on Skin (2012), Lessons in Love and Violence és la segona òpera sortida de la col·laboració entre George Benjamin i Martin Crimp. El compositor sosté aquest sòrdid relat amb una partitura concentrada i intensa, de factura avantguardista però arrelada en una tradició en la qual ressonen els ecos de Pelléas et Mélisande i de Britten.
En l'òpera, al Rei Eduard no se l'anomena pel seu nom, sinó tan sols "Rei". En canvi, a la seva muller, la Reina Isabel, se l'anomena senzillament com a Isabel, i al seu fill, més tard Eduard III, és anomenat com a "nen" i, més tard com a "Rei Jove". Els personatges de Gaveston i Mortimer són anomenats pel seu nom.